# Aiora Renteria
Aiora Renteria Agirre (Bilbao, 16 de marzo de 1976) es la vocalista del grupo Zea Mays, además de haber colaborado con Doctor Deseo en su disco en directo Metamorfosis (básicamente lento).

## Biografía
Aiora Renteria lidera el cuarteto musical Zea Mays desde el año 1997. En 2020 seguían siendo los mismos cuatro. Ese año grabaron su primera maqueta, y fue premiada en el VII Concurso de Maquetas de Euskadi Gaztea. Esta vocalista y su grupo, posteriormente, también recibieron un premio como "mejor banda euskaldun", en el X Concurso Pop-Rock de Villa Bilbao. En el año 2000, su segundo disco fue elegido mejor disco del año en Euskal Herria, por la revista Mondo Sonoro.
En los años 2011 y 2012, fue considerada pionera de la música en euskera. Esta opinión fue reforzada por Óscar Cubillo en 2019, quien afirma que su voz es una de las más influyentes en la escena euskaldun desde hace años.
Poco a poco esta cantante con su grupo salió de su zona de confort, y participó en conciertos y festivales en Sevilla, Cáceres, Rías Bajas y otros. Destaca su participación en el Fair Saturday de noviembre de 2019. Donde colaboró en acústica con la guitarra y aportando su voz, uniéndose a la orquesta sinfónica de Euskadi para dar comienzo a este acontecimiento cultural. Aiora, como vocalista del cuarteto Zea Mays, también ha actuado en Alemania, Inglaterra, Japón, Canadá, Países Bajos, y otros. En sus actuaciones y sus discos, esta cantante y su equipo siempre buscan el efecto de una banda rock en directo.  Cada concierto tiene que ser una oportunidad de expresarse.
La cantante fue invitada en el año 2018 a la ceremonia de apertura de temporada de la sidra en Bizkaia, con el tradicional “txotx” o descorche de la primera barrica. También en 2020 tuvo el honor  de amadrinar la nueva añada de txakoli de Bakio.
El 1 de noviembre de 2021 anunció que padecía cáncer de útero.

## Discografía
- Zea Mays (1998, Gor Diskak).
- Elektrizitatea (2000, Gor Diskak).
- Harrobian (2002, Gaztelupeko Hotsak).
- Sortuz, grabitatearen aurka (2005, Oihuka).
- Morphina (2007, Bonberenea Ekintzak).
- Era (2010, Bonberenea Ekintzak).
- Da (2013, autoedición).[15]
- Harro (2016, Garden Records).[16]

## Premios y reconocimientos
- 2023 Pregonera de la Aste Nagusia de Bilbao.[17]
- 2023 Premio Adarra Saria del Ayuntamiento de San Sebastián y Donostia Kultura.[18]